# 扇形模式

一個簡單版本的扇形模式
CBD：核心商業區
Factories/Industry：工廠/工業
Low class residential：低級居住區
Middle class residential：中產居住區
High class residential：高級居住區

扇形模式（英語：sector model），也稱為霍伊特模式（Hoyt model），是土地經濟學家霍默·霍伊特于1939年提出的城市土地利用模式。它是同心圓模式的修改。應用此模式的好處包括它允許向外發展。與所有將複雜現象的簡單化的模式一樣，其準確性也是有限的。

## 應用
这种模式适用于许多英国城市。此外，如果它逆时针旋转90度，它可以相當准确地匹配门兴格拉德巴赫市。这可能是因为当时的年代在城市發展上，交通十分关键。沿著運輸帶交通便利，卻有噪音、空汙等因素，是分布著工廠。一般来说，旧城市遵循霍伊特模式，较新的城市因交通革新在噪音、空汙問題上減弱，遵循伯吉斯（同心圆）模式。

## 評析
- 該理論基於二十世紀早期的鐵路運輸，並未考慮住在城市以外的廉價土地而開私家車往返市區上下班的因素。[3]

- 這發生在20世紀30年代的卡尔加里 ，當時城外靠近有軌電車終點站的地方建了许多準貧民窟。這些成為城市邊界，是中級住宅區當中的低級住宅。[2]

- 該理論也沒有考慮边缘城市和boomburb（新興郊區）的新概念，扇形模式創建之後，這些概念於20世紀80年代開始出現。自這些新概念創建以來，傳統的核心商業區的重要性下降，因為許多零售業和辦公大樓已進駐郊區。

- 自然特徵可能會限制或引導城市向某些方向發展。
- 扇形的發展可能受蛙跳式土地利用的限制。